# Sawantwadi

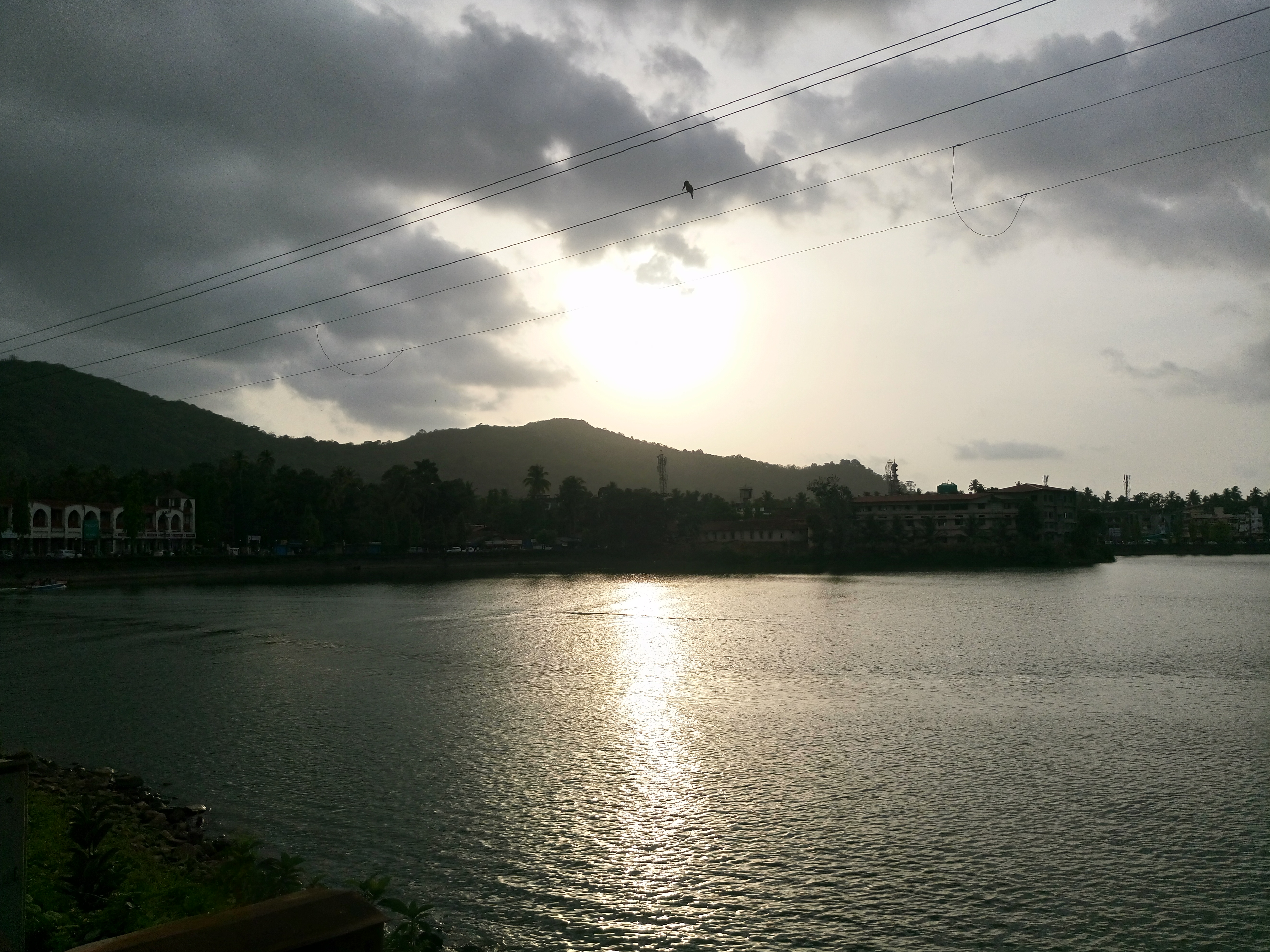
Pôr do sol em Sawantwadi, 2016.

Sawantwadi é uma cidade e taluka do Estado de Maharashtra, na costa oeste da Índia, antiga capital do Principado de Sawantwadi.